# Ludmila Eckertová
Ludmila Eckertová (6. července 1924 Praha – 14. června 2009 Vítkovice v Krkonoších) byla přední osobností ve fyzice tenkých vrstev a povrchů, zakladatelkou tohoto oboru na Matematicko-fyzikální fakultě Univerzity Karlovy, autorkou vědeckých monografií uznávaných nejen českou, ale i světovou fyzikální komunitou, překladatelkou odborné literatury, flétnistkou a varhanistkou.

## Život a vzdělání
Ludmila Eckertová se narodila v roce 1924 v Praze do katolické rodiny. Středoškolské vzdělání získala na klášterní škole u sv. Voršily v Praze. Když válka skončila, nastoupila od mimořádného letního semestru v létě 1945 na tehdejší Přírodovědeckou fakultu UK. Roku 1948 ji absolvovala s titulem PhAMr (Physicae Applicatae Magister). Aplikované fyzice se potom věnovala jak v aspirantuře (Ústřední ústav fyzikální, 1948-1951; Moskevský energetický institut, 1951-1954), tak – od září 1954 – na Matematicko-fyzikální fakultě UK (odborná asistentka, 1954–1964; docentka, 1964–1990). Její profesorské řízení bylo v roce 1969 zastaveno. Jmenování profesorkou se dočkala až v roce 1990. Přes úctyhodný rozsah své fyzikální činnosti nacházela Ludmila Eckertová čas i pro hudbu, kterou jako flétnistka, klavíristka a varhanice aktivně pěstovala na vysoké, téměř profesionální úrovni.

## Vědecká dráha
Svou prací Ludmila Eckertová významně přispěla k rozvoji fyziky tenkých vrstev a povrchů, vychovala řadu generací absolventů MFF UK. Uveřejnila desítky původních vědeckých článků v odborných časopisech a sbornících z konferencí, napsala několik vysokoškolských učebních textů a monografie Fyzikální elektronika pevných látek (1992) a Fyzika tenkých vrstev; druhý titul vyšel kromě české verze (1973) po překladu do angličtiny (Physics of Thin Films) také v USA (1977, 1986) a v Japonsku (1994). V návaznosti na svou činnost při organizování konferencí se jako editorka významně zasloužila o vydání dvou svazků (Elektronová mikroskopie, 1990; Elektronová mikroskopie a difrakce, 1996) z edice Metody analýzy povrchů a na přípravě videokazet Cesty k vědění; pět z devíti kazet dostalo ceny na mezinárodních festivalech. V roce 2004 vydala Cesty poznávání ve fyzice, v níž přibližuje cesty vývoje fyziky širšímu okruhu čtenářů. Velice aktivní byla i jako překladatelka odborné a populárně-vědecké literatury (Gascha–Pflanz: Kompedium fyziky, 2008; Bührke: Převratné objevy fyziky, 1999; Holzmüller: Prožité dějiny. Dvacáté století očima německého fyzika, 2006; Hoskin: Karolína Herschelová – Žena, která objevila kometu (2006); Körnerová: Lise Meitnerová – Životní příběh atomové fyzičky, 2009).
Mnoho let pracovala ve vedení Jednoty československých matematiků a fyziků, ve vládní Akreditační komisi pro vysoké školy a ve vzdělávacích komisích spojujících české vysoké školství s vysokými školami našich zahraničních sousedů, v letech 1995–2000 využívala své jazykové znalosti v dokumentačním středisku ČEZ.

## Vyznamenání
Za své dílo pro československou a českou vědeckou fyzikální obec byla vyznamenána medailí Marca Marci Československé spektroskopické společnosti (1989), medailí Vojenské akademie v Brně (1997), zlatou medailí Jednoty československých matematiků a fyziků (2004).